# Challenger de Guadalajara 2016
El torneo Jalisco Open 2016 es un torneo profesional de tenis. Pertenece al ATP Challenger Series 2016. Se disputó su 6.ª edición sobre superficie dura, en Guadalajara, México, entre el 14 y el 20 de marzo de 2016.

## Jugadores participantes del cuadro de individuales
| Favorito | País                               | Jugador                 | Rank1 | Posición en el torneo |
| -------- | ---------------------------------- | ----------------------- | ----- | --------------------- |
| 1        | Bandera de la República Dominicana | Víctor Estrella         | 67    | Primera ronda         |
| 2        | Bandera de Francia                 | Lucas Pouille           | 87    | Cuartos de final      |
| 3        | Bandera de Bosnia y Herzegovina    | Damir Džumhur           | 93    | Segunda ronda         |
| 4        | Bandera de España                  | Roberto Carballés Baena | 107   | Primera ronda         |
| 5        | Bandera de Túnez                   | Malek Jaziri            | 108   | CAMPEÓN               |
| 6        | Bandera de Argentina               | Horacio Zeballos        | 113   | Horacio Zeballos      |
| 7        | Bandera de Colombia                | Alejandro Falla         | 129   | Primera ronda         |
| 8        | Bandera de Alemania                | Daniel Brands           | 130   | Primera ronda         |

- 1 Se ha tomado en cuenta el ranking del 7 de marzo de 2016.

### Otros participantes
Los siguientes jugadores recibieron una invitación (wild card), por lo tanto ingresan directamente al cuadro principal (WC):
- Manuel Sánchez
- Lucas Gómez
- Hans Hach Verdugo
- Tigre Hank

Los siguientes jugadores ingresan al cuadro principal tras disputar el cuadro clasificatorio (Q):
- Ernesto Escobedo
- Marcelo Arévalo
- Marinko Matosevic
- Daniel Elahi Galán

## Campeones

### Individual Masculino
- Malek Jaziri derrotó en la final a  Stéphane Robert, 5–7, 6–3, 7–6(5)

### Dobles Masculino
- Gero Kretschmer /  Alexander Satschko derrotaron en la final a  Santiago González /  Mate Pavić, 6–3, 4–6, [10–2]